# Università di Würzburg
L'Università di Würzburg (nome ufficiale: Julius-Maximilians-Universität Würzburg) è un'antica università degli studi tedesca. Preceduta da un'effimera università fondata nel 1402. venne istituita definitivamente nel 1582 dal principe vescovo di Würzburg Julius Echter von Mespelbrunn, a cui è intitolata.

## Generalità
Nel 2011 l'università di Würzburg è costituita da dieci facoltà e 56 istituti. Nel semestre invernale dell'anno accademico 2010-2011 risultavano iscritti all'Università di Würzburg 22.128 studenti, il 42% maschi e il 58% femmine, più 3100 studenti che frequentano corsi universitari post laurea o stanno conseguendo il dottorato di ricerca. L'università è affiliata al gruppo di Coimbra.
Würzburg è una città bavarese di circa 130 000 abitanti. L'università con i suoi 25 000 studenti circa, a cui devono essere aggiunti altri 7000 studenti circa del Fachhochschule Würzburg-Schweinfurt, un'università di scienze applicate, e 750 studenti del conservatorio musicale, nonché il personale docente e amministrativo dell'università (circa 10 000 persone), ha un notevole impatto sulla vita e sull'economia cittadina.

## Storia

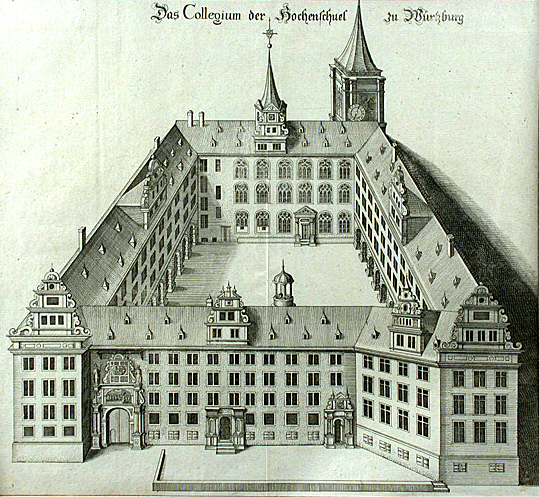
Antica università di Würzburg

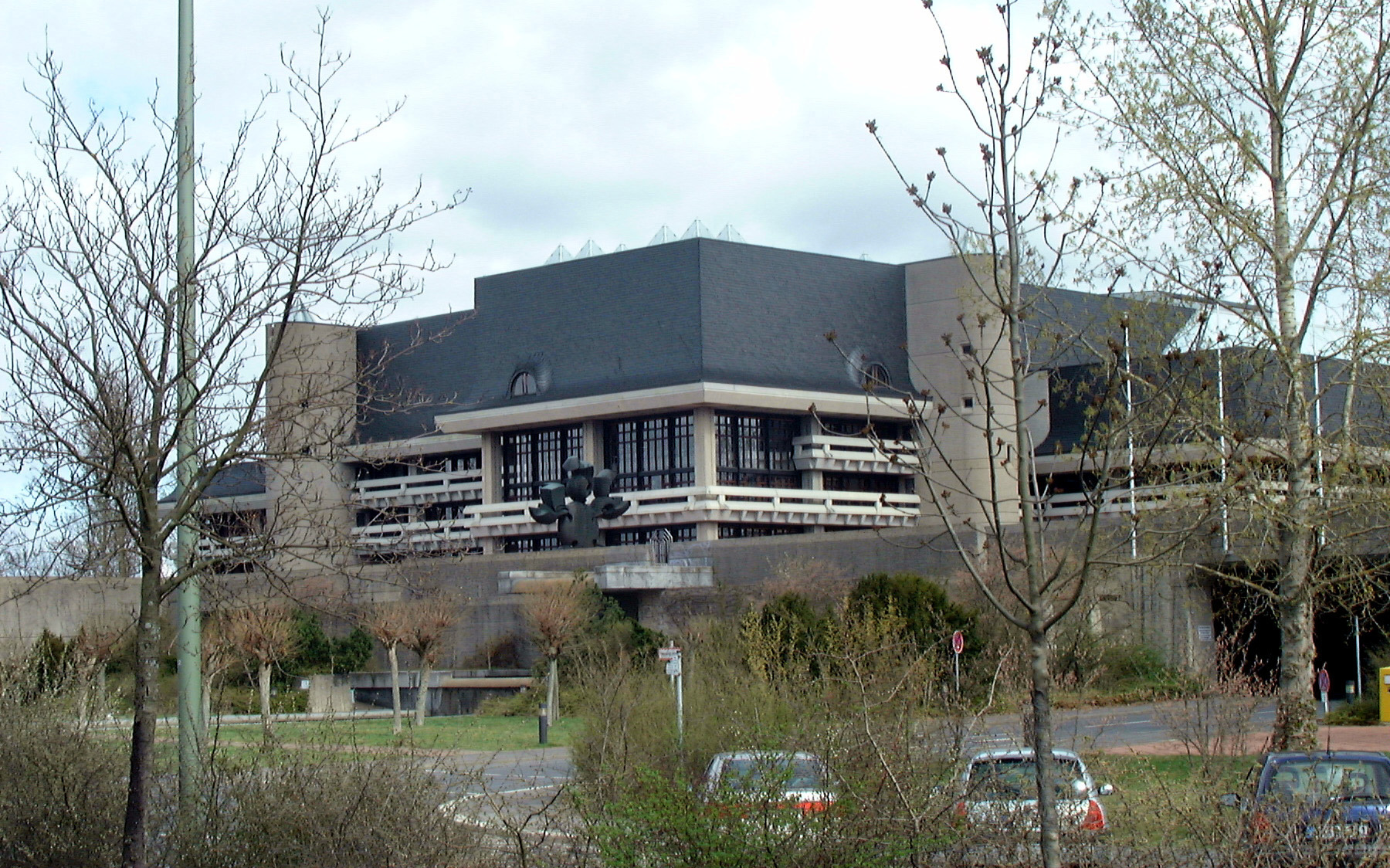
Biblioteca universitaria di Würzburg

L'Università fu fondata nel 1402. Tuttavia pochi anni dopo, nel 1415, venne chiusa, per cui Würzburg rimase senza università per oltre un secolo e mezzo, ossia fino al 1582 quando avvenne la seconda e definitiva fondazione. Le cause che portarono alla chiusura della prima università furono verosimilmente legate a difficoltà economiche e politiche. L'umanista Giovanni Tritemio (1462–1516), abate del monastero di San Giacomo a Würzburg, negli Annales Hirsaugienses del 1506, ne attribuiva la chiusura alla reazione degli abitanti di Würzburg per la vita dissoluta degli studenti.
La "seconda fondazione", avvenuta nel 1582 ad opera del principe vescovo di Würzburg Julius Echter von Mespelbrunn (1545-1617), costituisce di fatto la vera fondazione dell'università di Würzburg. Concepita come "un bastione del cattolicesimo nei confronti del protestantesimo", nei primi secoli l'accesso all'Alma Julia fu permesso ai soli studenti cattolici. Le limitazioni confessionali furono eliminate progressivamente nell'età dei lumi. Dapprima il principe vescovo Friedrich Carl von Schönborn riformò lo statuto affiancando alla facoltà di teologia le facoltà scientifiche: medicina e scienze naturali (1734).
Il suo successore Adam Friedrich von Seinsheim nominò rettore dell'università il famoso medico Carl Caspar von Siebold il quale nel 1769 permise l'accesso anche agli studenti di medicina protestanti. Fu infine Ferdinando III di Toscana, granduca di Würzburg dal 1806 al 1814, a eliminare qualsiasi vocazione confessionale all'università cambiandone lo statuto nel 1814; in quell'occasione l'università venne intitolata al Mespelbrunn.
Gli edifici e le strutture per la didattica e la ricerca furono letteralmente rase al suolo durante la seconda guerra mondiale. La ricostruzione, o la ristrutturazione degli edifici universitari gravemente danneggiati, avvenne col finanziamento del libero stato della Baviera.

Nel 1696 fu fondato l'orto botanico, trasferito negli anni '60 vicino all'istituto di fisica.